# بلدرچین‌های تپه‌ای
بلدرچین‌های تپه‌ای (نام علمی: Colinus) نام یک سرده از تیره بلدرچین‌های جهان جدید است.
این سرده شامل گونه‌های زیر است:
- بلدرچین تپه‌ای شمالی، Colinus virginianus
- بلدرچین تپه‌ای گلوسیاه، Colinus nigrogularis
- بلدرچین تپه‌ای شکم‌خالدار، Colinus leucopogon
- بلدرچین تپه‌ای تاجدار، Colinus cristatus